# Robust
Robust er en dansk dokumentarserie i fire fra 2006 med forskellige instruktører. Serien portrætterer fire unge, der har klaret sig godt trods en svær opvækst. Den fokuserer på de unges ressourcer og deres kamp for en bedre tilværelse end forældrenes.

## Afsnit
| # | Titel                                   | Instruktør              | Fotograf                                                                   | Første sendedag |
| --- | --------------------------------------- | ----------------------- | -------------------------------------------------------------------------- | --------------- |
| | "Fuck hva' nice"                        | Anders Gustafsson       |                                                                            | 2006            |
| Filmen handler om Kristine, der bor på ungdomshjem, og som funderer over den svære kærlighed til moren, der satte hende i pleje som 6-årig. |                                         |                         |                                                                            |                 |
| | "Idas vilje"                            | Hans Fabian Wullenweber | Hans Fabian Wullenweber, Jacob Kusk                                        | 2006            |
| Ida har levet et turbulent liv. Hun kunne ikke komme overens med sin mor og løb hjemmefra som 13-årig. Ida har imidlertid fundet fodfæste i sin lidenskab for at danse, og det har givet hende et mål for al sin rastløse og ungdommelige energi. Et portræt af en pige, hvis kunstneriske kreativitet har ført hende igennem kriser og modgang. |                                         |                         |                                                                            |                 |
| | "Ingen skal kalde mine forældre tabere" | Aage Rais-Nordentoft    | Jacob Banke Olesen, Kasper Tuxen, Nikolai Østergaard, Aage Rais-Nordentoft | 2006            |
| Johannes har boet på børnehjem, siden han var få uger gammel. Hans mor og far lider af psykiske sygdomme, men Johannes har begge ben solidt plantet i jorden. Han har imidlertid besluttet at fortælle sine nye klassekammerater om sin baggrund, og det giver anledning til nervøsitet. Dokumentar der stiller skarpt på en robust ung mand.    |                                         |                         |                                                                            |                 |
| | "Sofies år"                             | Cæcilia Holbek Trier    | Morten Bruus                                                               | 2006            |
| Sofie prøver at forlige sig med forældrenes skilsmisse og sygdommen OCD, som præger hendes hverdag med evige tvangstanker. |                                         |                         |                                                                            |                 |